# Vincitori del guanto d'oro della National League
Ogni anno sono distribuiti 9 guanti d'oro per la National League e 9 per l'American League

## Lanciatori
| Anno | Giocatore           | Squadra                                                |
| ---- | ------------------- | ------------------------------------------------------ |
| 1958 | Harvey Haddix       | Cincinnati Reds                                        |
| 1959 | Harvey Haddix       | Pittsburgh Pirates                                     |
| 1960 | Harvey Haddix       | Pittsburgh Pirates                                     |
| 1961 | Bobby Shantz        | Pittsburgh Pirates                                     |
| 1962 | Bobby Shantz        | Houston Astros/St. Louis Cardinals                     |
| 1963 | Bobby Shantz        | St. Louis Cardinals                                    |
| 1964 | Bobby Shantz        | St. Louis Cardinals/Chicago Cubs/Philadelphia Phillies |
| 1965 | Bob Gibson          | St. Louis Cardinals                                    |
| 1966 | Bob Gibson          | St. Louis Cardinals                                    |
| 1967 | Bob Gibson          | St. Louis Cardinals                                    |
| 1968 | Bob Gibson          | St. Louis Cardinals                                    |
| 1969 | Bob Gibson          | St. Louis Cardinals                                    |
| 1970 | Bob Gibson          | St. Louis Cardinals                                    |
| 1971 | Bob Gibson          | St. Louis Cardinals                                    |
| 1972 | Bob Gibson          | St. Louis Cardinals                                    |
| 1973 | Bob Gibson          | St. Louis Cardinals                                    |
| 1974 | Andy Messersmith    | Los Angeles Dodgers                                    |
| 1975 | Andy Messersmith    | Los Angeles Dodgers                                    |
| 1976 | Jim Kaat            | Philadelphia Phillies                                  |
| 1977 | Jim Kaat            | Philadelphia Phillies                                  |
| 1978 | Phil Niekro         | Atlanta Braves                                         |
| 1979 | Phil Niekro         | Atlanta Braves                                         |
| 1980 | Phil Niekro         | Atlanta Braves                                         |
| 1981 | Steve Carlton       | Philadelphia Phillies                                  |
| 1982 | Phil Niekro         | Atlanta Braves                                         |
| 1983 | Phil Niekro         | Atlanta Braves                                         |
| 1984 | Joaquin Andujar     | St. Louis Cardinals                                    |
| 1985 | Rick Reuschel       | Pittsburgh Pirates                                     |
| 1986 | Fernando Valenzuela | Los Angeles Dodgers                                    |
| 1987 | Rick Reuschel       | Pittsburgh Pirates/San Francisco Giants                |
| 1988 | Orel Hershiser      | Los Angeles Dodgers                                    |
| 1989 | Ron Darling         | New York Mets                                          |
| 1990 | Greg Maddux         | Chicago Cubs                                           |
| 1991 | Greg Maddux         | Chicago Cubs                                           |
| 1992 | Greg Maddux         | Chicago Cubs                                           |
| 1993 | Greg Maddux         | Atlanta Braves                                         |
| 1994 | Greg Maddux         | Atlanta Braves                                         |
| 1995 | Greg Maddux         | Atlanta Braves                                         |
| 1996 | Greg Maddux         | Atlanta Braves                                         |
| 1997 | Greg Maddux         | Atlanta Braves                                         |
| 1998 | Greg Maddux         | Atlanta Braves                                         |
| 1999 | Greg Maddux         | Atlanta Braves                                         |
| 2000 | Greg Maddux         | Atlanta Braves                                         |
| 2001 | Greg Maddux         | Atlanta Braves                                         |
| 2002 | Greg Maddux         | Atlanta Braves                                         |
| 2003 | Mike Hampton        | Atlanta Braves                                         |
| 2004 | Greg Maddux         | Chicago Cubs                                           |
| 2005 | Greg Maddux         | Chicago Cubs                                           |
| 2006 | Greg Maddux         | Chicago Cubs / Los Angeles Dodgers                     |
| 2007 | Greg Maddux         | San Diego Padres                                       |
| 2008 | Greg Maddux         | San Diego Padres / Los Angeles Dodgers                 |
| 2009 | Adam Wainwright     | St. Louis Cardinals                                    |
| 2010 | Bronson Arroyo      | Cincinnati Reds                                        |
| 2011 | Clayton Kershaw     | Los Angeles Dodgers                                    |
| 2012 | Mark Buehrle        | Miami Marlins                                          |
| 2013 | Adam Wainwright     | St. Louis Cardinals                                    |
| 2014 | Zack Greinke        | Los Angeles Dodgers                                    |
| 2015 | Zack Greinke        | Los Angeles Dodgers                                    |
| 2016 | Zack Greinke        | Arizona Diamondbacks                                   |
| 2017 | Zack Greinke        | Arizona Diamondbacks                                   |
| 2018 | Zack Greinke        | Arizona Diamondbacks                                   |
| 2019 | Zack Greinke        | Arizona Diamondbacks                                   |
| 2020 | Max Fried           | Atlanta Braves                                         |
| 2021 | Max Fried           | Atlanta Braves                                         |

## Ricevitori
| Anno | Giocatore       | Squadra                             |
| ---- | --------------- | ----------------------------------- |
| 1958 | Del Crandall    | Milwaukee Braves                    |
| 1959 | Del Crandall    | Milwaukee Braves                    |
| 1960 | Del Crandall    | Milwaukee Braves                    |
| 1961 | Johnny Roseboro | Los Angeles Dodgers                 |
| 1962 | Del Crandall    | Milwaukee Braves                    |
| 1963 | Johnny Edwards  | Cincinnati Reds                     |
| 1964 | Johnny Edwards  | Cincinnati Reds                     |
| 1965 | Joe Torre       | Milwaukee Braves                    |
| 1966 | Johnny Roseboro | Los Angeles Dodgers                 |
| 1967 | Randy Hundley   | Chicago Cubs                        |
| 1968 | Johnny Bench    | Cincinnati Reds                     |
| 1969 | Johnny Bench    | Cincinnati Reds                     |
| 1970 | Johnny Bench    | Cincinnati Reds                     |
| 1971 | Johnny Bench    | Cincinnati Reds                     |
| 1972 | Johnny Bench    | Cincinnati Reds                     |
| 1973 | Johnny Bench    | Cincinnati Reds                     |
| 1974 | Johnny Bench    | Cincinnati Reds                     |
| 1975 | Johnny Bench    | Cincinnati Reds                     |
| 1976 | Johnny Bench    | Cincinnati Reds                     |
| 1977 | Johnny Bench    | Cincinnati Reds                     |
| 1978 | Bob Boone       | Philadelphia Phillies               |
| 1979 | Bob Boone       | Philadelphia Phillies               |
| 1980 | Gary Carter     | Montreal Expos                      |
| 1981 | Gary Carter     | Montreal Expos                      |
| 1982 | Gary Carter     | Montreal Expos                      |
| 1983 | Tony Peña       | Pittsburgh Pirates                  |
| 1984 | Tony Peña       | Pittsburgh Pirates                  |
| 1985 | Tony Peña       | Pittsburgh Pirates                  |
| 1986 | Jody Davis      | Chicago Cubs                        |
| 1987 | Mike LaValliere | Pittsburgh Pirates                  |
| 1988 | Benito Santiago | San Diego Padres                    |
| 1989 | Benito Santiago | San Diego Padres                    |
| 1990 | Benito Santiago | San Diego Padres                    |
| 1991 | Tom Pagnozzi    | St. Louis Cardinals                 |
| 1992 | Tom Pagnozzi    | St. Louis Cardinals                 |
| 1993 | Kirt Manwaring  | San Francisco Giants                |
| 1994 | Tom Pagnozzi    | St. Louis Cardinals                 |
| 1995 | Charles Johnson | Florida Marlins                     |
| 1996 | Charles Johnson | Florida Marlins                     |
| 1997 | Charles Johnson | Florida Marlins                     |
| 1998 | Charles Johnson | Florida Marlins/Los Angeles Dodgers |
| 1999 | Mike Lieberthal | Philadelphia Phillies               |
| 2000 | Mike Matheny    | St. Louis Cardinals                 |
| 2001 | Brad Ausmus     | Houston Astros                      |
| 2002 | Brad Ausmus     | Houston Astros                      |
| 2003 | Mike Matheny    | St. Louis Cardinals                 |
| 2004 | Mike Matheny    | St. Louis Cardinals                 |
| 2005 | Mike Matheny    | San Francisco Giants                |
| 2006 | Brad Ausmus     | Houston Astros                      |
| 2007 | Russell Martin  | Los Angeles Dodgers                 |
| 2008 | Yadier Molina   | St. Louis Cardinals                 |
| 2009 | Yadier Molina   | St. Louis Cardinals                 |
| 2010 | Yadier Molina   | St. Louis Cardinals                 |
| 2011 | Yadier Molina   | St. Louis Cardinals                 |
| 2012 | Yadier Molina   | St. Louis Cardinals                 |
| 2013 | Yadier Molina   | St. Louis Cardinals                 |
| 2014 | Yadier Molina   | St. Louis Cardinals                 |
| 2015 | Yadier Molina   | St. Louis Cardinals                 |
| 2016 | Buster Posey    | San Francisco Giants                |
| 2017 | Tucker Barnhart | Cincinnati Reds                     |
| 2018 | Yadier Molina   | St. Louis Cardinals                 |
| 2019 | J. T. Realmuto  | Philadelphia Phillies               |
| 2020 | Tucker Barnhart | Cincinnati Reds                     |
| 2021 | Jacob Stallings | Pittsburgh Pirates                  |

## Prima base
| Anno | Giocatore                       | Squadra                           |
| ---- | ------------------------------- | --------------------------------- |
| 1957 | Gil Hodges                      | Brooklyn Dodgers                  |
| 1958 | Gil Hodges                      | Brooklyn Dodgers                  |
| 1959 | Gil Hodges                      | Los Angeles Dodgers               |
| 1960 | Bill White                      | St. Louis Cardinals               |
| 1961 | Bill White                      | St. Louis Cardinals               |
| 1962 | Bill White                      | St. Louis Cardinals               |
| 1963 | Bill White                      | St. Louis Cardinals               |
| 1964 | Bill White                      | St. Louis Cardinals               |
| 1965 | Bill White                      | St. Louis Cardinals               |
| 1966 | Bill White                      | Philadelphia Phillies             |
| 1967 | Wes Parker                      | Los Angeles Dodgers               |
| 1968 | Wes Parker                      | Los Angeles Dodgers               |
| 1969 | Wes Parker                      | Los Angeles Dodgers               |
| 1970 | Wes Parker                      | Los Angeles Dodgers               |
| 1971 | Wes Parker                      | Los Angeles Dodgers               |
| 1972 | Wes Parker                      | Los Angeles Dodgers               |
| 1973 | Mike Jorgensen                  | Montreal Expos                    |
| 1974 | Steve Garvey                    | Los Angeles Dodgers               |
| 1975 | Steve Garvey                    | Los Angeles Dodgers               |
| 1976 | Steve Garvey                    | Los Angeles Dodgers               |
| 1977 | Steve Garvey                    | Los Angeles Dodgers               |
| 1978 | Keith Hernandez                 | St. Louis Cardinals               |
| 1979 | Keith Hernandez                 | St. Louis Cardinals               |
| 1980 | Keith Hernandez                 | St. Louis Cardinals               |
| 1981 | Keith Hernandez                 | St. Louis Cardinals               |
| 1982 | Keith Hernandez                 | St. Louis Cardinals               |
| 1983 | Keith Hernandez                 | St. Louis Cardinals/New York Mets |
| 1984 | Keith Hernandez                 | New York Mets                     |
| 1985 | Keith Hernandez                 | New York Mets                     |
| 1986 | Keith Hernandez                 | New York Mets                     |
| 1987 | Keith Hernandez                 | New York Mets                     |
| 1988 | Keith Hernandez                 | New York Mets                     |
| 1989 | Andrés Galarraga                | Montreal Expos                    |
| 1990 | Andrés Galarraga                | Montreal Expos                    |
| 1991 | Will Clark                      | San Francisco Giants              |
| 1992 | Mark Grace                      | Chicago Cubs                      |
| 1993 | Mark Grace                      | Chicago Cubs                      |
| 1994 | Jeff Bagwell                    | Houston Astros                    |
| 1995 | Mark Grace                      | Chicago Cubs                      |
| 1996 | Mark Grace                      | Chicago Cubs                      |
| 1997 | J.T. Snow                       | San Francisco Giants              |
| 1998 | J.T. Snow                       | San Francisco Giants              |
| 1999 | J.T. Snow                       | San Francisco Giants              |
| 2000 | J.T. Snow                       | San Francisco Giants              |
| 2001 | Todd Helton                     | Colorado Rockies                  |
| 2002 | Todd Helton                     | Colorado Rockies                  |
| 2003 | Derrek Lee                      | Florida Marlins                   |
| 2004 | Todd Helton                     | Colorado Rockies                  |
| 2005 | Derrek Lee                      | Chicago Cubs                      |
| 2006 | Albert Pujols                   | St. Louis Cardinals               |
| 2007 | Derrek Lee                      | Chicago Cubs                      |
| 2008 | Adrián González                 | San Diego Padres                  |
| 2009 | Adrián González                 | San Diego Padres                  |
| 2010 | Albert Pujols                   | St. Louis Cardinals               |
| 2011 | Joey Votto                      | Cincinnati Reds                   |
| 2012 | Adam LaRoche                    | Washington Nationals              |
| 2013 | Paul Goldschmidt                | Arizona Diamondbacks              |
| 2014 | Adrián González                 | Los Angeles Dodgers               |
| 2015 | Paul Goldschmidt                | Arizona Diamondbacks              |
| 2016 | Anthony Rizzo                   | Chicago Cubs                      |
| 2017 | Paul Goldschmidt                | Arizona Diamondbacks              |
| 2018 | Anthony Rizzo e Freddie Freeman | Chicago Cubs/Atlanta Braves       |
| 2019 | Anthony Rizzo                   | Chicago Cubs                      |
| 2020 | Anthony Rizzo                   | Chicago Cubs                      |
| 2021 | Paul Goldschmidt                | St. Louis Cardinals               |

## Seconda base
| Anno | Giocatore        | Squadra                     |
| ---- | ---------------- | --------------------------- |
| 1957 | Nellie Fox       | Chicago White Sox see above |
| 1958 | Bill Mazeroski   | Pittsburgh Pirates          |
| 1959 | Charlie Neal     | Los Angeles Dodgers         |
| 1960 | Bill Mazeroski   | Pittsburgh Pirates          |
| 1961 | Bill Mazeroski   | Pittsburgh Pirates          |
| 1962 | Ken Hubbs        | Chicago Cubs                |
| 1963 | Bill Mazeroski   | Pittsburgh Pirates          |
| 1964 | Bill Mazeroski   | Pittsburgh Pirates          |
| 1965 | Bill Mazeroski   | Pittsburgh Pirates          |
| 1966 | Bill Mazeroski   | Pittsburgh Pirates          |
| 1967 | Bill Mazeroski   | Pittsburgh Pirates          |
| 1968 | Glenn Beckert    | Chicago Cubs                |
| 1969 | Felix Millan     | Atlanta Braves              |
| 1970 | Tommy Helms      | Cincinnati Reds             |
| 1971 | Tommy Helms      | Cincinnati Reds             |
| 1972 | Felix Millan     | Atlanta Braves              |
| 1973 | Joe Morgan       | Cincinnati Reds             |
| 1974 | Joe Morgan       | Cincinnati Reds             |
| 1975 | Joe Morgan       | Cincinnati Reds             |
| 1976 | Joe Morgan       | Cincinnati Reds             |
| 1977 | Joe Morgan       | Cincinnati Reds             |
| 1978 | Davey Lopes      | Los Angeles Dodgers         |
| 1979 | Manny Trillo     | Philadelphia Phillies       |
| 1980 | Doug Flynn       | New York Mets               |
| 1981 | Manny Trillo     | Philadelphia Phillies       |
| 1982 | Manny Trillo     | Philadelphia Phillies       |
| 1983 | Ryne Sandberg    | Chicago Cubs                |
| 1984 | Ryne Sandberg    | Chicago Cubs                |
| 1985 | Ryne Sandberg    | Chicago Cubs                |
| 1986 | Ryne Sandberg    | Chicago Cubs                |
| 1987 | Ryne Sandberg    | Chicago Cubs                |
| 1988 | Ryne Sandberg    | Chicago Cubs                |
| 1989 | Ryne Sandberg    | Chicago Cubs                |
| 1990 | Ryne Sandberg    | Chicago Cubs                |
| 1991 | Ryne Sandberg    | Chicago Cubs                |
| 1992 | Jose Lind        | Pittsburgh Pirates          |
| 1993 | Robby Thompson   | San Francisco Giants        |
| 1994 | Craig Biggio     | Houston Astros              |
| 1995 | Craig Biggio     | Houston Astros              |
| 1996 | Craig Biggio     | Houston Astros              |
| 1997 | Craig Biggio     | Houston Astros              |
| 1998 | Bret Boone       | Cincinnati Reds             |
| 1999 | Pokey Reese      | Cincinnati Reds             |
| 2000 | Pokey Reese      | Cincinnati Reds             |
| 2001 | Fernando Viña    | St. Louis Cardinals         |
| 2002 | Fernando Viña    | St. Louis Cardinals         |
| 2003 | Luis Castillo    | Florida Marlins             |
| 2004 | Luis Castillo    | Florida Marlins             |
| 2005 | Luis Castillo    | Florida Marlins             |
| 2006 | Orlando Hudson   | Arizona Diamondbacks        |
| 2007 | Orlando Hudson   | Arizona Diamondbacks        |
| 2008 | Brandon Phillips | Cincinnati Reds             |
| 2009 | Orlando Hudson   | Los Angeles Dodgers         |
| 2010 | Brandon Phillips | Cincinnati Reds             |
| 2011 | Brandon Phillips | Cincinnati Reds             |
| 2012 | Darwin Barney    | Chicago Cubs                |
| 2013 | Brandon Phillips | Cincinnati Reds             |
| 2014 | D.J. LeMahieu    | Colorado Rockies            |
| 2015 | Dee Gordon       | Miami Marlins               |
| 2016 | Joe Panik        | San Francisco Giants        |
| 2017 | D.J. LeMahieu    | Colorado Rockies            |
| 2018 | D.J. LeMahieu    | Colorado Rockies            |
| 2019 | Kolten Wong      | St. Louis Cardinals         |
| 2020 | Kolten Wong      | St. Louis Cardinals         |
| 2021 | Tommy Edman      | St. Louis Cardinals         |

## Terza base
| Anno | Giocatore       | Squadra                                   |
| ---- | --------------- | ----------------------------------------- |
| 1958 | Ken Boyer       | St. Louis Cardinals                       |
| 1959 | Ken Boyer       | St. Louis Cardinals                       |
| 1960 | Ken Boyer       | St. Louis Cardinals                       |
| 1961 | Ken Boyer       | St. Louis Cardinals                       |
| 1962 | Jim Davenport   | San Francisco Giants                      |
| 1963 | Ken Boyer       | St. Louis Cardinals                       |
| 1964 | Ron Santo       | Chicago Cubs                              |
| 1965 | Ron Santo       | Chicago Cubs                              |
| 1966 | Ron Santo       | Chicago Cubs                              |
| 1967 | Ron Santo       | Chicago Cubs                              |
| 1968 | Ron Santo       | Chicago Cubs                              |
| 1969 | Clete Boyer     | Atlanta Braves                            |
| 1970 | Doug Rader      | Houston Astros                            |
| 1971 | Doug Rader      | Houston Astros                            |
| 1972 | Doug Rader      | Houston Astros                            |
| 1973 | Doug Rader      | Houston Astros                            |
| 1974 | Doug Rader      | Houston Astros                            |
| 1975 | Ken Reitz       | St. Louis Cardinals                       |
| 1976 | Mike Schmidt    | Philadelphia Phillies                     |
| 1977 | Mike Schmidt    | Philadelphia Phillies                     |
| 1978 | Mike Schmidt    | Philadelphia Phillies                     |
| 1979 | Mike Schmidt    | Philadelphia Phillies                     |
| 1980 | Mike Schmidt    | Philadelphia Phillies                     |
| 1981 | Mike Schmidt    | Philadelphia Phillies                     |
| 1982 | Mike Schmidt    | Philadelphia Phillies                     |
| 1983 | Mike Schmidt    | Philadelphia Phillies                     |
| 1984 | Mike Schmidt    | Philadelphia Phillies                     |
| 1985 | Tim Wallach     | Montreal Expos                            |
| 1986 | Mike Schmidt    | Philadelphia Phillies                     |
| 1987 | Terry Pendleton | St. Louis Cardinals                       |
| 1988 | Tim Wallach     | Montreal Expos                            |
| 1989 | Terry Pendleton | St. Louis Cardinals                       |
| 1990 | Tim Wallach     | Montreal Expos                            |
| 1991 | Matt Williams   | San Francisco Giants                      |
| 1992 | Terry Pendleton | Atlanta Braves                            |
| 1993 | Matt Williams   | San Francisco Giants                      |
| 1994 | Matt Williams   | San Francisco Giants                      |
| 1995 | Ken Caminiti    | San Diego Padres                          |
| 1996 | Ken Caminiti    | San Diego Padres                          |
| 1997 | Ken Caminiti    | San Diego Padres                          |
| 1998 | Scott Rolen     | Philadelphia Phillies                     |
| 1999 | Robin Ventura   | New York Mets                             |
| 2000 | Scott Rolen     | Philadelphia Phillies                     |
| 2001 | Scott Rolen     | Philadelphia Phillies                     |
| 2002 | Scott Rolen     | Philadelphia Phillies/St. Louis Cardinals |
| 2003 | Scott Rolen     | St. Louis Cardinals                       |
| 2004 | Scott Rolen     | St. Louis Cardinals                       |
| 2005 | Mike Lowell     | Florida Marlins                           |
| 2006 | Scott Rolen     | St. Louis Cardinals                       |
| 2007 | David Wright    | New York Mets                             |
| 2008 | David Wright    | New York Mets                             |
| 2009 | Ryan Zimmerman  | Washington Nationals                      |
| 2010 | Scott Rolen     | Cincinnati Reds                           |
| 2011 | Plácido Polanco | Philadelphia Phillies                     |
| 2012 | Chase Headley   | San Diego Padres                          |
| 2013 | Nolan Arenado   | Colorado Rockies                          |
| 2014 | Nolan Arenado   | Colorado Rockies                          |
| 2015 | Nolan Arenado   | Colorado Rockies                          |
| 2016 | Nolan Arenado   | Colorado Rockies                          |
| 2017 | Nolan Arenado   | Colorado Rockies                          |
| 2018 | Nolan Arenado   | Colorado Rockies                          |
| 2019 | Nolan Arenado   | Colorado Rockies                          |
| 2020 | Nolan Arenado   | Colorado Rockies                          |
| 2021 | Nolan Arenado   | St. Louis Cardinals                       |

## Interbase
| Anno | Giocatore         | Squadra               |
| ---- | ----------------- | --------------------- |
| 1957 | Roy McMillan      | Cincinnati Reds       |
| 1958 | Roy McMillan      | Cincinnati Reds       |
| 1959 | Roy McMillan      | Cincinnati Reds       |
| 1960 | Ernie Banks       | Chicago Cubs          |
| 1961 | Maury Wills       | Los Angeles Dodgers   |
| 1962 | Maury Wills       | Los Angeles Dodgers   |
| 1963 | Bobby Wine        | Philadelphia Phillies |
| 1964 | Rubén Amaro, Sr.  | Philadelphia Phillies |
| 1965 | Leo Cárdenas      | Cincinnati Reds       |
| 1966 | Gene Alley        | Pittsburgh Pirates    |
| 1967 | Gene Alley        | Pittsburgh Pirates    |
| 1968 | Dal Maxvill       | St. Louis Cardinals   |
| 1969 | Don Kessinger     | Chicago Cubs          |
| 1970 | Don Kessinger     | Chicago Cubs          |
| 1971 | Bud Harrelson     | New York Mets         |
| 1972 | Larry Bowa        | Philadelphia Phillies |
| 1973 | Roger Metzger     | Houston Astros        |
| 1974 | Dave Concepción   | Cincinnati Reds       |
| 1975 | Dave Concepción   | Cincinnati Reds       |
| 1976 | Dave Concepción   | Cincinnati Reds       |
| 1977 | Dave Concepción   | Cincinnati Reds       |
| 1978 | Larry Bowa        | Philadelphia Phillies |
| 1979 | Dave Concepción   | Cincinnati Reds       |
| 1980 | Ozzie Smith       | San Diego Padres      |
| 1981 | Ozzie Smith       | San Diego Padres      |
| 1982 | Ozzie Smith       | St. Louis Cardinals   |
| 1983 | Ozzie Smith       | St. Louis Cardinals   |
| 1984 | Ozzie Smith       | St. Louis Cardinals   |
| 1985 | Ozzie Smith       | St. Louis Cardinals   |
| 1986 | Ozzie Smith       | St. Louis Cardinals   |
| 1987 | Ozzie Smith       | St. Louis Cardinals   |
| 1988 | Ozzie Smith       | St. Louis Cardinals   |
| 1989 | Ozzie Smith       | St. Louis Cardinals   |
| 1990 | Ozzie Smith       | St. Louis Cardinals   |
| 1991 | Ozzie Smith       | St. Louis Cardinals   |
| 1992 | Ozzie Smith       | St. Louis Cardinals   |
| 1993 | Jay Bell          | Pittsburgh Pirates    |
| 1994 | Barry Larkin      | Cincinnati Reds       |
| 1995 | Barry Larkin      | Cincinnati Reds       |
| 1996 | Barry Larkin      | Cincinnati Reds       |
| 1997 | Rey Ordóñez       | New York Mets         |
| 1998 | Rey Ordóñez       | New York Mets         |
| 1999 | Rey Ordóñez       | New York Mets         |
| 2000 | Neifi Pérez       | Colorado Rockies      |
| 2001 | Orlando Cabrera   | Montreal Expos        |
| 2002 | Édgar Rentería    | St. Louis Cardinals   |
| 2003 | Édgar Rentería    | St. Louis Cardinals   |
| 2004 | César Izturis     | Los Angeles Dodgers   |
| 2005 | Omar Vizquel      | San Francisco Giants  |
| 2006 | Omar Vizquel      | San Francisco Giants  |
| 2007 | Jimmy Rollins     | Philadelphia Phillies |
| 2008 | Jimmy Rollins     | Philadelphia Phillies |
| 2009 | Jimmy Rollins     | Philadelphia Phillies |
| 2010 | Troy Tulowitzki   | Colorado Rockies      |
| 2011 | Troy Tulowitzki   | Colorado Rockies      |
| 2012 | Jimmy Rollins     | Philadelphia Phillies |
| 2013 | Andrelton Simmons | Atlanta Braves        |
| 2014 | Andrelton Simmons | Atlanta Braves        |
| 2015 | Brandon Crawford  | San Francisco Giants  |
| 2016 | Brandon Crawford  | San Francisco Giants  |
| 2017 | Brandon Crawford  | San Francisco Giants  |
| 2018 | Nick Ahmed        | Arizona Diamondbacks  |
| 2019 | Nick Ahmed        | Arizona Diamondbacks  |
| 2020 | Javier Báez       | Chicago Cubs          |
| 2021 | Brandon Crawford  | San Francisco Giants  |

## Esterni
- In ordine: esterno sinistro, centro, destro dal 1957 al 1960 e dal 2011 in poi (Dal 1961 al 2010 non specificato).

| Anno | Giocatore                                                           | Squadra                                                                           |
| ---- | ------------------------------------------------------------------- | --------------------------------------------------------------------------------- |
| 1957 | - Minnie Miñoso (LF) - Willie Mays (CF) - Al Kaline (RF)            | - Chicago White Sox - New York Giants - Detroit Tigers                            |
| 1958 | - Frank Robinson (LF) - Willie Mays (CF) - Hank Aaron (RF)          | - Cincinnati Reds - San Francisco Giants - Milwaukee Braves                       |
| 1959 | - Jackie Brandt (LF) - Willie Mays (CF) - Hank Aaron (RF)           | - San Francisco Giants - San Francisco Giants - Milwaukee Braves                  |
| 1960 | - Wally Moon (LF) - Willie Mays (CF) - Hank Aaron (RF)              | - Los Angeles Dodgers - San Francisco Giants - Milwaukee Braves                   |
| 1961 | - Roberto Clemente - Vada Pinson - Willie Mays                      | - Pittsburgh Pirates - Cincinnati Reds - San Francisco Giants                     |
| 1962 | - Roberto Clemente - Bill Virdon - Willie Mays                      | - Pittsburgh Pirates - Pittsburgh Pirates - San Francisco Giants                  |
| 1963 | - Roberto Clemente - Curt Flood - Willie Mays                       | - Pittsburgh Pirates - St. Louis Cardinals - San Francisco Giants                 |
| 1964 | - Roberto Clemente - Curt Flood - Willie Mays                       | - Pittsburgh Pirates - St. Louis Cardinals - San Francisco Giants                 |
| 1965 | - Roberto Clemente - Curt Flood - Willie Mays                       | - Pittsburgh Pirates - St. Louis Cardinals - San Francisco Giants                 |
| 1966 | - Roberto Clemente - Curt Flood - Willie Mays                       | - Pittsburgh Pirates - St. Louis Cardinals - San Francisco Giants                 |
| 1967 | - Roberto Clemente - Curt Flood - Willie Mays                       | - Pittsburgh Pirates - St. Louis Cardinals - San Francisco Giants                 |
| 1968 | - Roberto Clemente - Curt Flood - Willie Mays                       | - Pittsburgh Pirates - St. Louis Cardinals - San Francisco Giants                 |
| 1969 | - Roberto Clemente - Curt Flood - Pete Rose                         | - Pittsburgh Pirates - St. Louis Cardinals - Cincinnati Reds                      |
| 1970 | - Roberto Clemente - Tommie Agee - Pete Rose                        | - Pittsburgh Pirates - New York Mets - Cincinnati Reds                            |
| 1971 | - Roberto Clemente - Bobby Bonds - Willie Davis                     | - Pittsburgh Pirates - San Francisco Giants - Los Angeles Dodgers                 |
| 1972 | - Roberto Clemente - César Cedeño - Willie Davis                    | - Pittsburgh Pirates - Houston Astros - Los Angeles Dodgers                       |
| 1973 | - Bobby Bonds - César Cedeño - Willie Davis                         | - San Francisco Giants - Houston Astros - Los Angeles Dodgers                     |
| 1974 | - Bobby Bonds - César Cedeño - César Gerónimo                       | - San Francisco Giants - Houston Astros - Cincinnati Reds                         |
| 1975 | - Garry Maddox - César Cedeño - César Gerónimo                      | - San Francisco Giants/Philadelphia Phillies - Houston Astros - Cincinnati Reds   |
| 1976 | - Garry Maddox - César Cedeño - César Gerónimo                      | - Philadelphia Phillies - Houston Astros - Cincinnati Reds                        |
| 1977 | - Garry Maddox - Dave Parker - César Gerónimo                       | - Philadelphia Phillies - Pittsburgh Pirates - Cincinnati Reds                    |
| 1978 | - Garry Maddox - Dave Parker - Ellis Valentine                      | - Philadelphia Phillies - Pittsburgh Pirates - Montreal Expos                     |
| 1979 | - Garry Maddox - Dave Parker - Dave Winfield                        | - Philadelphia Phillies - Pittsburgh Pirates - San Diego Padres                   |
| 1980 | - Garry Maddox - Andre Dawson - Dave Winfield                       | - Philadelphia Phillies - Montreal Expos - San Diego Padres                       |
| 1981 | - Garry Maddox - Andre Dawson - Dusty Baker                         | - Philadelphia Phillies - Montreal Expos - Los Angeles Dodgers                    |
| 1982 | - Garry Maddox - Andre Dawson - Dale Murphy                         | - Philadelphia Phillies - Montreal Expos - Atlanta Braves                         |
| 1983 | - Willie McGee - Andre Dawson - Dale Murphy                         | - St. Louis Cardinals - Montreal Expos - Atlanta Braves                           |
| 1984 | - Bob Dernier - Andre Dawson - Dale Murphy                          | - Chicago Cubs - Montreal Expos - Atlanta Braves                                  |
| 1985 | - Willie McGee - Andre Dawson - Dale Murphy                         | - St. Louis Cardinals - Montreal Expos - Atlanta Braves                           |
| 1986 | - Willie McGee - Tony Gwynn - Dale Murphy                           | - St. Louis Cardinals - San Diego Padres - Atlanta Braves                         |
| 1987 | - Andre Dawson - Tony Gwynn - Eric Davis                            | - Chicago Cubs - San Diego Padres - Cincinnati Reds                               |
| 1988 | - Andre Dawson - Andy Van Slyke - Eric Davis                        | - Chicago Cubs - Pittsburgh Pirates - Cincinnati Reds                             |
| 1989 | - Tony Gwynn - Andy Van Slyke - Eric Davis                          | - San Diego Padres - Pittsburgh Pirates - Cincinnati Reds                         |
| 1990 | - Tony Gwynn - Andy Van Slyke - Barry Bonds                         | - San Diego Padres - Pittsburgh Pirates - Pittsburgh Pirates                      |
| 1991 | - Tony Gwynn - Andy Van Slyke - Barry Bonds                         | - San Diego Padres - Pittsburgh Pirates - Pittsburgh Pirates                      |
| 1992 | - Larry Walker - Andy Van Slyke - Barry Bonds                       | - Montreal Expos - Pittsburgh Pirates - Pittsburgh Pirates                        |
| 1993 | - Larry Walker - Marquis Grissom - Barry Bonds                      | - Montreal Expos - Montreal Expos - San Francisco Giants                          |
| 1994 | - Darren Lewis - Marquis Grissom - Barry Bonds                      | - San Francisco Giants - Montreal Expos - San Francisco Giants                    |
| 1995 | - Raúl Mondesí - Marquis Grissom - Steve Finley                     | - Los Angeles Dodgers - Atlanta Braves - San Diego Padres                         |
| 1996 | - Barry Bonds - Marquis Grissom - Steve Finley                      | - San Francisco Giants - Atlanta Braves - San Diego Padres                        |
| 1997 | - Barry Bonds - Larry Walker - Raúl Mondesí                         | - San Francisco Giants - Colorado Rockies - Los Angeles Dodgers                   |
| 1998 | - Barry Bonds - Larry Walker - Andruw Jones                         | - San Francisco Giants - Colorado Rockies - Atlanta Braves                        |
| 1999 | - Steve Finley - Larry Walker - Andruw Jones                        | - Arizona Diamondbacks - Colorado Rockies - Atlanta Braves                        |
| 2000 | - Steve Finley - Jim Edmonds - Andruw Jones                         | - Arizona Diamondbacks - St. Louis Cardinals - Atlanta Braves                     |
| 2001 | - Larry Walker - Jim Edmonds - Andruw Jones                         | - Colorado Rockies - St. Louis Cardinals - Atlanta Braves                         |
| 2002 | - Larry Walker - Jim Edmonds - Andruw Jones                         | - Colorado Rockies - St. Louis Cardinals - Atlanta Braves                         |
| 2003 | - José Cruz, Jr. - Jim Edmonds - Andruw Jones                       | - San Francisco Giants - St. Louis Cardinals - Atlanta Braves                     |
| 2004 | - Jim Edmonds - Andruw Jones - Steve Finley                         | - St. Louis Cardinals - Atlanta Braves - Arizona Diamondbacks/Los Angeles Dodgers |
| 2005 | - Jim Edmonds - Andruw Jones - Bobby Abreu                          | - St. Louis Cardinals - Atlanta Braves - Philadelphia Phillies                    |
| 2006 | - Mike Cameron - Andruw Jones - Carlos Beltrán                      | - San Diego Padres - Atlanta Braves - New York Mets                               |
| 2007 | - Aaron Rowand - Andruw Jones - Carlos Beltrán - Jeff Francoeur     | - Philadelphia Phillies - Atlanta Braves - New York Mets - Atlanta Braves         |
| 2008 | - Nate McLouth - Carlos Beltrán - Shane Victorino                   | - Pittsburgh Pirates - New York Mets - Philadelphia Phillies                      |
| 2009 | - Michael Bourn - Matt Kemp - Shane Victorino                       | - Houston Astros - Los Angeles Dodgers - Philadelphia Phillies                    |
| 2010 | - Michael Bourn - Carlos González - Shane Victorino                 | - Houston Astros - Colorado Rockies - Philadelphia Phillies                       |
| 2011 | - Gerardo Parra (LF) - Matt Kemp (CF) - Andre Ethier (RF)           | - Arizona Diamondbacks - Los Angeles Dodgers - Los Angeles Dodgers                |
| 2012 | - Carlos González (LF) - Andrew McCutchen (CF) - Jason Heyward (RF) | - Colorado Rockies - Pittsburgh Pirates - Atlanta Braves                          |
| 2013 | - Carlos González (LF) - Carlos Gomez (CF) - Gerardo Parra (RF)     | - Colorado Rockies - Milwaukee Brewers - Arizona Diamondbacks                     |
| 2014 | - Christian Yelich (LF) - Juan Lagares (CF) - Jason Heyward (RF)    | - Miami Marlins - New York Mets - Atlanta Braves                                  |
| 2015 | - Starling Marte (LF) - A. J. Pollock (CF) - Jason Heyward (RF)     | - Pittsburgh Pirates - Arizona Diamondbacks - St. Louis Cardinals                 |
| 2016 | - Starling Marte (LF) - Ender Inciarte (CF) - Jason Heyward (RF)    | - Pittsburgh Pirates - Atlanta Braves - Chicago Cubs                              |
| 2017 | - Marcell Ozuna (LF) - Ender Inciarte (CF) - Jason Heyward (RF)     | - Miami Marlins - Atlanta Braves - Chicago Cubs                                   |
| 2018 | - Corey Dickerson (LF) - Ender Inciarte (CF) - Nick Markakis (RF)   | - Pittsburgh Pirates - Atlanta Braves - Atlanta Braves                            |
| 2019 | - David Peralta (LF) - Lorenzo Cain (CF) - Cody Bellinger (RF)      | - Arizona Diamondbacks - Milwaukee Brewers - Los Angeles Dodgers                  |
| 2020 | - Tyler O'Neill (LF) - Trent Grisham (CF) - Mookie Betts (RF)       | - St. Louis Cardinals - San Diego Padres - Los Angeles Dodgers                    |
| 2021 | - Tyler O'Neill (LF) - Harrison Bader (CF) - Adam Duvall (RF)       | - St. Louis Cardinals - St. Louis Cardinals - Miami Marlins/Atlanta Braves        |